# Anchaing

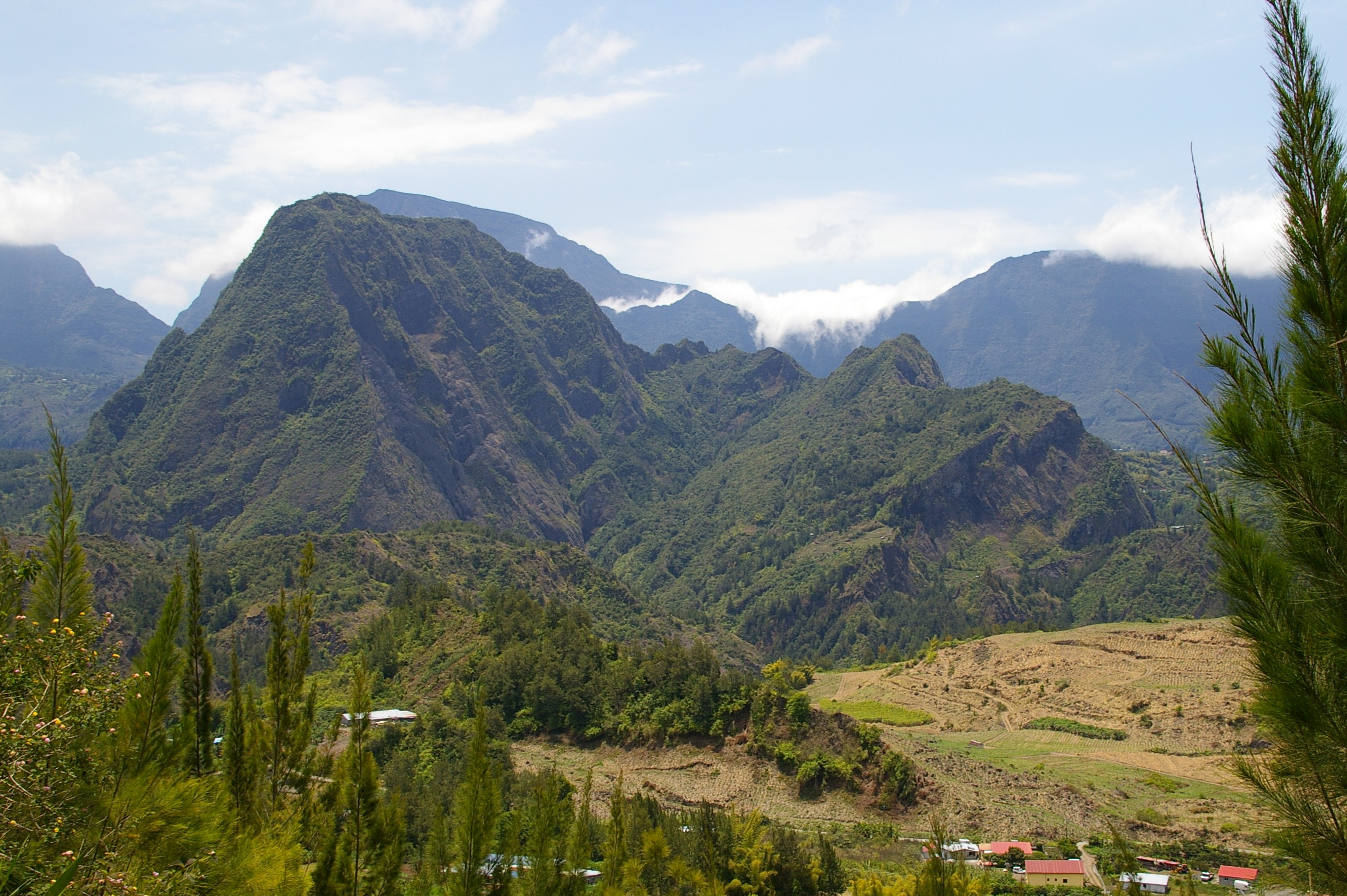
Le piton d'Enchaing, au sommet duquel l'esclave Anchaing est censé avoir vécu.

Anchaing (ou Enchaing) est un esclave marron légendaire de l'île de La Réunion. Il existe plusieurs versions de sa légende.
Anchaing aimait une jeune esclave nommée Héva. Pour sauver cette dernière des brutalités de leur maître, il décida un jour de fuir, en compagnie de son aimée. Ils allèrent se réfugier dans le cirque de Salazie, au sommet d'une montagne réputée inaccessible, à qui fut donnée le nom de Piton Anchaing. Là, ils vécurent difficilement, mais heureux, et eurent plusieurs enfants. Comme tous les esclaves marrons, ils étaient pourchassés, notamment par un chasseur professionnel de marrons nommé Bronchard. Selon les versions de la légende, Bronchard captura Anchaing, Héva et leurs enfants et les ramena en servitude chez leur maître. Certains disent que, le maître étant mort, sa fille affranchit les deux esclaves et leur progéniture. D'autres versions disent que Bronchard tua Anchaing et ramena en esclavage Héva et ses enfants. Enfin, certains racontent qu'après avoir fait diversion pour sauver sa belle, Anchaing préféra se précipiter du haut de la falaise plutôt que de se rendre, et qu'il se transforma alors en papangue. Anchaing et Héva constituent ainsi le mythe réunionnais de l'aspiration à la liberté et de la lutte nécessaire pour l'obtenir.
Un sommet du cirque de Salazie tire son nom de cette légende : le Piton d'Anchaing, qui culmine à 1 351 m d'altitude.

## Chez Auguste Lacaussade
Un poème d'Auguste Lacaussade dans son recueil Les Salaziennes relate la légende d'Anchaing :
Extrait : 
Mais quel est ce piton dont le front sourcilleux

Se dresse, monte et va se perdre dans les cieux ?

Ce mont pyramidal, c'est le piton d'Anchaine.

De l'esclave indompté brisant la lourde chaîne,

C'est à ce mont inculte, inaccessible, affreux,

Que dans son désespoir un Nègre malheureux

Est venu demander sa liberté ravie.

Il féconda ces rocs et leur donna la vie ;

Car, pliant son courage à d'utiles labeurs,

Il arrosait le sol de ses libres sueurs.

Il vivait de poissons, de chasse et de racines ;

Parfois, dans la forêt ou le creux des ravines,

Aux abeilles des bois il ravissait leur miel,

Ou prenait dans ses lacs le libre oiseau du ciel.

Séparé dans ces lieux de toute créature,

Se nourrissant des dons offerts pas la nature,

Africain exposé sur ces mornes déserts

Aux mortelles rigueurs des plus rudes hivers,

Il préférait sa vie incertaine et sauvage

À des jours plus heureux coulés dans l'esclavage ;

Et, debout sur ces monts qu'il prenait à témoins,

Souvent il s'écriait : je suis libre du moins !

Cependant, comme l'aigle habitant des montagnes,

Qui du trône des airs descend vers les campagnes,

Sur la terre et les champs plane avec majesté,

Et, s'approchant du sol par sa proie habité,

La ravissant au ciel dans sa puissante serre,

Reprend son vol royal et remonte à son aire ;

Le noble fugitif, abandonnant les bois,

De son mont escarpé descendait quelquefois ;

Il parcourait les champs, butinait dans la plaine,

Et revolant ensuite à son affreux domaine

Par l'âpre aspérité d'un sentier rude et nu,

Invisible aux regards et de lui seul connu,

Il regagnait bientôt sa hutte solitaire